# ФК Фортуна (Дюселдорф)
Вижте пояснителната страница за други значения на Фортуна.
„Фортуна“ (Дюселдорф) (на немски: Fortuna Düsseldorf) е футболен клуб от дюселдорфския квартал Флингерн. Отборът е основан на 5 май 1895 година под името Гимнастически дружество „Флингерн“ в Дюселдорф. На 10 май 1911 година е основан отборът на „Алемания“ Дюселдорф, който в края на 1912 година се преименува на „Фортуна“ Дюселдорф. През месец юни 1913 година отборът се обединява с отбора на „Дюселдорфер Шпилферайн“ (основан на 01.05.1908 година) под името „Фортуна“ Дюселдорф. На 15 ноември 1919 година отборът се обединява с Гимнастическо дружество „Флингерн“ под името Гимнастическо и спортно дружество „Фортуна“ Дюселдорф, което носи и до днес.
В миналото често са били наричани „флингеранците“ и „щастливците“ (от името Фортуна), а в наши дни „Ф95“.
Най-големите успехи в историята на отбора са титлата на Германия през 1933 г., носител на купата на Германия през 1979 и 1980, както и финала в турнира за Купата на носителите на национални купи през 1979 г. През 80-те години на ХХ век започва западането на клуба, който през годините постепенно се свлича до четвърта дивизия на Германия, където прекарва сезоните в периода 2002 – 2004 г. След това се постига консолидиране и през 2008 г. Фортуна си извоюва право на участие в новооснованата Трета лига. След успех с 1:0 над аматьорския отбор на Вердер Бремен през май 2009 г., дюселдорфци завършват групата на второ място, а с това и правото да играят във Втора Бундеслига от сезон 2009/10. През кампаниите 1966/67, от 1971 до 1987, от 1989 до 1992, от 1995 до 1997, 2012/13 и от 2018/19 г. Фортуна Дюселдорф е член на Първа Бундеслига, заемайки 18-о място във вечното класиране на германската елитна дивизия. През сезон 2019/20 година отново ще участва в Първа Бундеслига на Германия.

## Срещи с български отбори
„Фортуна“ се е срещал с български отбори в приятелски срещи.

### „Лудогорец“
С „Лудогорец“ се е срещал един път в контролен мач. Любопитното е,че "Лудогорец" са имали българин в състава си, което и изключителна рядкост , за съжаление името му не се помни тъй като е използван като маскировка за няколко мача и след това следите му се губят. Мачът се играе на 20 януари 2016 г. в турския курорт Белек като завършва 3 – 1 за „Лудогорец“ .

## Български футболисти
- Борис Кондев: 2001-2002 (26 мача/6 гола)
- Вилян Бижев: 2011-2012-наем (1/0)